# اندريه ميخييف
اندريه ميخييف (1 يوليو 1987 بروستوف-نا-دونو في روسيا - ) هو لاعب كرة قدم روسي في مركز الوسط. شارك مع منتخب روسيا الثاني لكرة القدم. أما مع النوادي، فقد لعب مع نادي أوفا ونادي روتور فولغوغراد ونادي كراسنودار وسليوت بيلغورود ‏ وFC Vityaz Podolsk ‏ ونادي تاغانروغ ‏ وFC Chayka Peschanokopskoye ‏ وسخالين يوجنو ساخالينسك ‏ وطوربيدو أرمافير ‏ ونادي ساتورن رامنسكوي.